# Carl Lipp
Carl Lipp (* 11. Juni 1892 in Graz, Steiermark; † 14. Februar 1969 ebenda) war ein österreichischer Politiker (CS, VF, ÖVP).

## Leben
Carl Lipp genoss nach dem Besuch der Technischen Hochschule in Graz die Ausbildung zum Hafner. Später übernahm er das Unternehmen seiner Eltern, welches sich auf die Erzeugung von Tonwaren und die Hafnerei spezialisiert hatte. 1927 trat Lipp der Christlichsozialen Partei bei. 1934 wurde er Wirtschaftsstadtrat in Graz; von 1936 bis 1938 diente er unter Bürgermeister Hans Schmid als Vizebürgermeister der steirischen Landeshauptstadt. In der Zeit des autoritären Ständestaats war Lipp von 1934 bis 1938 Mitglied im Bundeswirtschaftsrat.
Während der Zeit des Nationalsozialismus musste Lipp sowohl 1938 aber auch 1944 kurze politische Haftstrafen verbüßen. 
Im Dezember 1945 wurde er in Wien als Mitglied des Bundesrats vereidigt, welchem er bis November 1952 angehörte. Auch zählte er zu einem der Gründungsmitglieder des Wirtschaftsförderungsinstituts (WIFI) in der Steiermark.
Er ist auf dem St.-Leonhard-Friedhof in Graz beigesetzt.